# 파리 마치

파리 마치의 로고

파리 마치(Paris Match)는 프랑스어로 발행되는 주간 가십 잡지이다. 유명인의 라이프스타일 특집과 함께 주요 국내 및 국제 뉴스를 다룬다. 파리 마치는 "세계 최고의 포토저널리즘 매체 중 하나"로 여겨져 왔다. 콘텐츠 품질은 미국 잡지 라이프와 비교되었다. 파리 마치는 원래 슬로건은 "단어의 무게, 사진의 충격"이었으며 2008년에 "인생은 실화"로 변경되었다. 이 잡지는 2024년에 라가르데르에서 LVMH에 매각되었다.